# Âne sarde
L’âne sarde ou âne de Sardaigne, nommé asino sardo  en italien, molente en sarde, est une race d’âne italienne originaire de Sardaigne. C'est un âne de petite taille caractérisé par sa robe grise et sa bande cruciale sur le dos. Il a longtemps été utilisé pour tous les travaux agricoles de l'île et pour les transhumances. Les effectifs de la race sont de nos jours très réduits. L'Associazione per la Tutela dell'Asino Sardo est l'association chargée de la sauvegarde de l'âne sarde.

## Histoire
Les origines de l'âne sarde sont obscures et une longue histoire. Selon les auteurs, il vivrait sur l'île depuis le néolithique, ou bien aurait été importé par les Phéniciens ou encore viendrait de Nubie,. Selon d'autres, il a été introduit d'Égypte sur l'île au 3e millénaire avant Jésus-Christ,. Des siècles durant, il partage la vie quotidienne des habitants de l'île servant de monture, participant à l'agriculture et au bât dans les zones escarpées.  
Réputé très affectueux, mais aussi "joyeux", vigoureux  et "fringant", bien que de petite taille, l'âne sarde, est appelé par les bergers "s'ainu" en patois". Il est utilisé aussi au service des travaux agricoles sédentaires. 
L'âne de Sardaigne fait également tourner la meule des moulins, ce qui lui vaut le surnom de « molente ». L'écrivain français Humbert Ferrand, originaire de Belley, dans l'Ain, a en particulier rapporté en 1840 dans son compte-rendu du livre "Voyage en Sardaigne" de Alberto La Marmora que l'âne sarde est chargé par les paysans de travailler à "la provision d'eau et la mouture des grains": il est donc considéré comme une "meunier".
L'âne sarde est également utilisé pour les transhumances, au cours desqelles il porte les affaires et les provisions des bergers,. Comme beaucoup de races asines européennes, l'âne sarde a vu sa population décroître fortement au fur et à mesure des progrès de l'agriculture.

## Description

### Morphologie

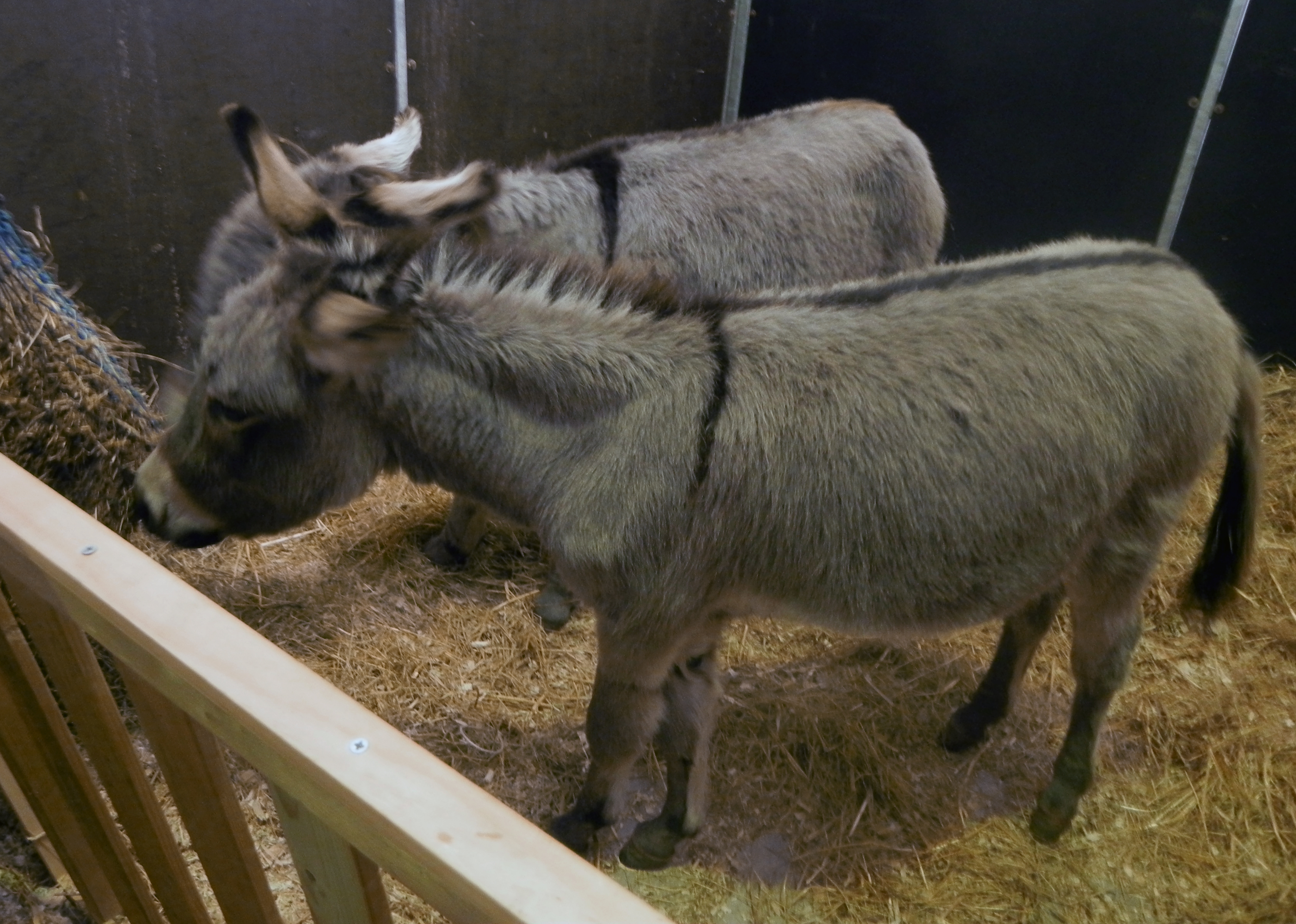
Ânes sardes lors de la Fieracavalli 2014.

L'âne sarde est un âne de petite taille,,, mais dont la hauteur au garrot n'est pas clairement établie. Selon les auteurs, elle se situe entre 0,82 et 0,95 m, ou entre 0,80 et 1,15 m, ou encore entre 0,80 et 1,20 m au garrot,. Il est aussi décrit comme griset de "conformation solide" avec une démarche plutôt "déterminée".
La tête est rectangulaire avec un profil rectiligne. Le cou est court et les épaules sont droites et courtes. Son garrot est peu prononcé et le dos est légèrement étendu. Les flancs sont forts et bien attachés. La croupe est courte et légèrement inclinée. Le poitrail est plutôt large mais le thorax est étroit et bas. 
C'est un âne robuste dôté de membres solides avec des articulations épaisses et larges. Le pied est petit mais bien dur.

### Robe
Sa robe est gris souris avec une bande cruciale sur le dos bien marquée,. Le bord des oreilles est foncé. Des zébrures peuvent être visibles sur les épaules et les membres. Le ventre est blanc.

### Tempérament
C'est un âne réputé gentil et patient.

## Diffusion de l'élevage
L'Association pour la Tutelle de l'âne Sarde, nommée Associazione per la Tutela dell'Asino Sardo (ATAS) en italien, a été fondée en 1991 et assure la promotion et la sauvegarde de la race.
En 2006, on recense environ 500 individus de race sur l'île sarde alors qu'ils n'étaient plus qu'environ 130 en 2003.
Dans les régions où il prédomine, les bergers et éleveurs sont embauchés pour la surveillance et la détection à temps des feux de forêt.

## Culture populaire, courses et randonnées
En Sardaigne, l'âne est jugé travailleur affectueux et fiable mais aussi très adapté aux parcours divers de randonnées. Il est souvent au centre de l'imagerie populaire. Un proverbe moqueur dit que les femmes, les ânes et les moutons sont ce qu'il y a de plus têtu. 
L'Âne sarde était le partenaire traditionnel des bergers au cours de la transhumance en Sardaigne, car il portait leurs affaires et les provisions tout au long du périple,... Mais au début du XXIe siècle, leur nombre dans l'île avait diminué brutalement pour revenir à environ 130. Un gênois habitué de la région, Giorgio Mazzuchetti, a racheté une vieille maison dans une vallée boisée de l'île, où il en élève depuis 2003,.
L'Association italienne du tourisme responsable,, fondée en 1998 et qui avait produit après une dizaine d'années une charte nationale regroupant 63 associations et coopératives œuvrant dans le tourisme durable, s’est impliquée dans la valorisation de l'âne sarde comme figure de la randonnée en Sardaigne, à travers les chemins de transhumance, depuis la reconnaissance de la transhumance en Sardaigne et en Italie par l'UNESCO. Le français Jean-Luc Madinier et son association d'écotourisme "Sardaigne en liberté" sont connus pour organiser des trekking dans la montagne sarde avec des ânes sardes,, les randonneurs accompant moutons et chèvres le long des anciens itinéraires de transhumance, pour se rendre dans des refuges et bergeries, où l'on déguste les spécialités comme les fromages Pecorino sardo et les Culurgiones, avec des bergers et guides qui leur font connaître les anciennes pratiques.
Depuis 1996, une tradition de l'île a été relancée pour les traditionnelles fêtes de la Vierge Marie, le 15 août. Il s'agit de courses d'ânes montés par des enfants et nommés « Palio Régional des Petits Ânes ». Cette pratique nouvelle, ou tradition ancienne remise au goût du jour, sous la forme de courses d'ânes mis au service des enfants se déroule notamment dans le village d'Olollai, situé dans l'intérieur des terres de la Sardaigne, tout le long d'un parcours qui emprunte parfois des passages en pente ou accidentés.